# آفاق كونفدرالية
آفاق كونفدرالية كتاب صدر سنة 2006 للكاتبين الصحفيين بولات جان ونسرين محمد.

## موضوع الكتاب
آفاق كونفدرالية كتاب حواري شامل مع السياسي والقيادي الكردي المعروف مراد قره يلان حول نضال حركته في غربي كردستان. الكتاب وكما هو مبين في عنوانه الفرعي «صفحات من نضال غربي كردستان» يلقي الضوء عبر أسئلة جريئة وشاملة على نشاط حزب العمال الكردستاني خلال ربع قرن من الزمن في غربي كردستان بكل إيجابياته، سلبياته وأطواره العديدة. الكتاب من تأليف الكاتب بولات جان ونسرين محمد وقدّم للكتاب الكاتب العراقي كامل الدلفي. نُشر الكتاب سنة 2006 في بغداد، وأُعيد نشره في الطبعة الثانية في مدينة القامشلي السورية سنة 2017 من دار شلير للنشر والطباعة.

## ملخص الكتاب

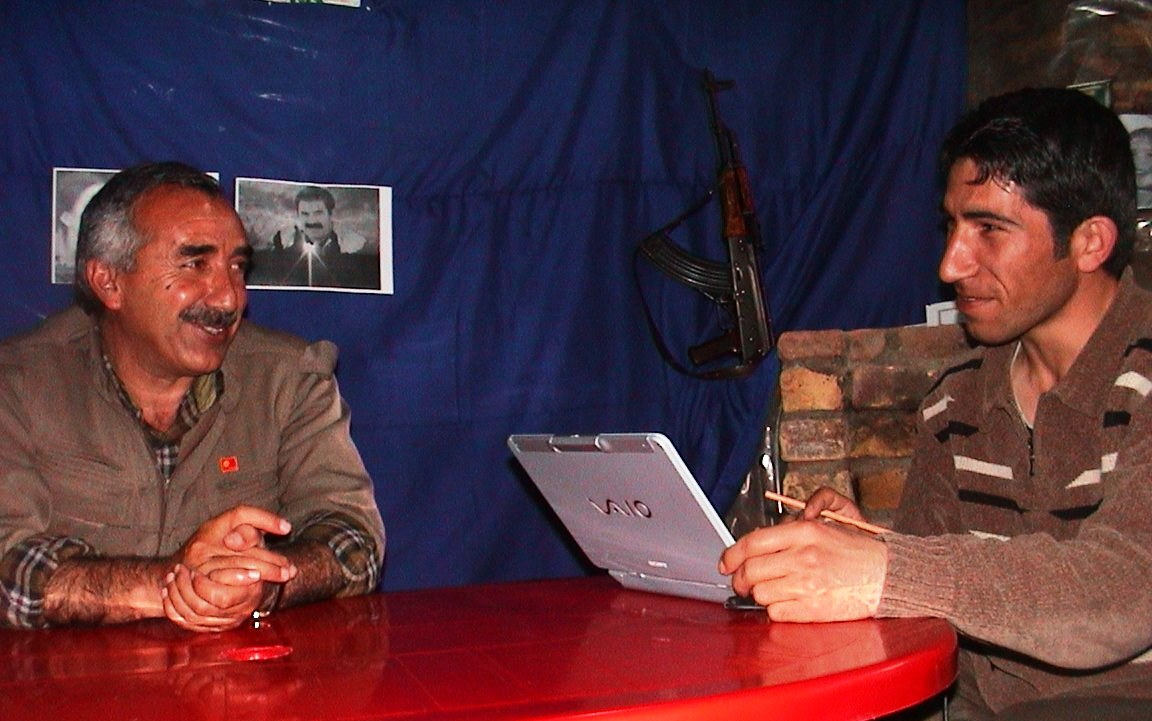
بولات جان مع مراد قره يلان أثناء إجراء الحوار

آفاق كونفدرالية عبارة عن كتاب حواري مؤلف من سبعة فصول مبوّبة حسب طريقة (من الكل إلى الجزء) ومن ثم يتغير شكل التبويب إلى (التدرج التاريخي للأحداث).
1. الفصل الأول: يبحث في «ماهية الكونفدرالية الديمقراطية» والشكل العام للحركة الكردية التحررية.
2. الفصل الثاني: «الكونفدرالية الديمقراطية في غربي كردستان» وهو حوار فكري وسياسي حول الأشكال المرتئية لكيفية تطبيق هذا النظام الجديد-القديم في هذا الجزء بحسب خصوصياته.
3. الفصل الثالث: بعد الفصل الثاني يعود المؤلفين الصحفيين بحوارياتهما مع قره يلان إلى بدايات دخول حزب العمال الكردستاني إلى غربي كردستان والساحة السورية، وهذا الفصل يعتبر وثيقة تاريخية مهمة جداً يثبت عظمة هذا الجزء (الصغير بحجمه والكبير بفعله) في النضال الوطني.
4. الفصل الرابع: تتابع الصيرورة التاريخية للأحداث، فيكون الفصل الرابع حول علاقات الحركة الاوجلانية مع الدولة السورية وعلاقاتها مع المعارضة والاطياف الاجتماعية السورية والاحزاب الكردية الأخرى. يطغى توتر العلاقات بين الحركة والدولة السورية بعد خروج قائد الحركة أوجلان من سوريا واعتقاله وما تمخض فيما بعد من تغيير في استراتيجيات الاطراف الإقليمية. فهذا الجزء مليء بالتحليلات والإجابات الحساسة والمهمة جداً في السياسة السورية وخاصة بعد تبوء بشار الأسد لسدة الحكم في البلاد.
5. الفصل الخامس: متأرجح بين الوضع الداخلي البحت للحركة بعد اعتقال القائد أوجلان وظهور التيار الذي انفصل عن الحركة وتأثيراتها على الثورة الكردستانية ككل وبين تأثيراته لا بل واستهدافها لغربي كردستان خاصة. في هذا القسم من الحوارات نجد الاسئلة المطروحة موجهة إلى وضعية كوادر غربي كردستان ضمن الحركة بكل تنظيماتها وفصائلها وأسباب تخلي العشرات منهم عن النضال ضمن الحزب. كما تطرق الحوار إلى كيفية تخطي الحركة للأزمة التي عصفت بها سنة 2003 وتصديها للهجمات الخارجية والداخلية وإعادة لم شملها والبدء بحملة نضالية جديدة.
6. الفصل السادس: يتحدث حول «النضال السياسي في غربي كردستان ودور حزب الاتحاد الديمقراطي» وهذا الفصل كان ذا خصوصية بحتة حول الريادة السياسية في غربي كردستان والدافع وراء إنشاء (الاتحاد الديمقراطي) وكل ما مر بها من مراحل خلال فترة عمره القصير. هذا الفصل بقدر ما هو تحليل سياسي وتنظيمي، هو توجيه سياسي وثقافي للآفاق المستقبلية للنضال السياسي في غربي كردستان. الأجزاء الحوارية الستة التي اجراها بولات جان ونسرين محمد تنتهي بهذا الفصل.
7. الفصل السابع: يتبع الكتاب بفصل سابع بأسم «إضافات لا بدّ منها» وهو عبارة عن بحث وثائقي يشرح الهيكل التنظيمي لنظام الكونفدرالية الديمقراطية الكردستانية (KKK) والعلاقة التبادلية بين فصائلها وكياناتها المستقلة وقواها الرئيسية.

## معلومات إضافية
يعتبر هذا الكتاب نتاج مهم جداً مطروح من وجهة نظر قيادي في أكبر تنظيم كردستاني على الإطلاق ألا وهو مراد قرايلان رئيس الهيئة التنفيذية للكونفدرالية الديمقراطية الكردستانية والذي ناضل في ساحة غربي كردستان عقد كامل من الزمن في بدايات دخول الحركة الآبوجية. يوضح الكاتبان بولات جان ونسرين محمد لسبب اختيارهما لمراد قره يلان دون سواه من القياديين لإجراء الحوارات معه يعود «كونه ناضل فترة طويلة في غربي كردستان وله صلات قربى في هذا الجزء وكونه من أبرز القياديين في الحركة حالياً وهو معروف لدي جل السياسيين والوطنيين في غربي كردستان». 
يُثني مقدم الكتاب كامل الدلفي للجرأة التي تحلى بها الصحفيين جان ونسرين في طرح اسئلتهم التي قلما أقدم غيرهما على ذلك من الصحفيين والكتاب. فالعديد من الاسئلة غير مألوفة لدى القارئ أو المتتبع للنتاجات الحوارية السابقة والتي هي نادرة بطبيعتها. فليس من السهل (حسب كاتب المقدمة) الوصول إلى أحد القياديين في الجبال الوعرة والتحلي بالصبر الطويل لإجراء حوارات طويلة وشاملة.